# باشگاه فوتبال تاج تهران در فصل ۴۵–۱۳۴۴
باشگاه فوتبال تاج تهران در فصل ۴۵–۱۳۴۴؛ این فصل بیست و یکمین فصل حضور تاج، که امروزه با نام استقلال شناخته می‌شود، در فوتبال ایران بود. تاج در این فصل در مسابقات جام باشگاه‌های تهران ۴۵–۱۳۴۴ شرکت کرد و توانست عنوان پنجمی را از آن خود کند تا این فصل نیز همچون فصل قبل بدون دست‌آورد خاصی برای تاج به پایان برسد.

## پیش زمینه
این فصل از رقابت‌های باشگاهی تهران با فاصله کوتاهی نسبت به جام باشگاه‌های تهران ۱۳۴۴ آغاز گردید و بازی‌ها در بهار سال ۱۳۴۵ به پایان رسید. به دلیل برگزاری بازی‌های آسیایی ۱۹۶۶، در سال ۱۳۴۵ بازی‌های زیادی برگزار نشد و تیم تاج در این سال روزهای آرامی را سپری کرد.

## مرور فصل

بازیکنان تاج در کنار بازیکنان تیم شاهین در یک عکس دسته جمعی پیش از رویارویی تاج و شاهین در ۸ بهمن ۱۳۴۴

### جام باشگاه‌های تهران
این رقابت‌ها با قهرمانی پاس تهران و کسب مقام دومی دارایی تهران به پایان رسید و تاج تهران توفیقی کسب ننمود. تاج تهران رقابت‌ها را با بردهای پیاپی آغاز کرد اما شکست ناباورانه تاج برابر جعفری تهران و سپس کسب  نتایج پر نوسان، باعث شد تا تاج در رتبه‌های میانی جدول قرار بگیرد. برتری پرگل و تاریخی ۱۱–۰ برابر دیهیم تهران هم در این سال به دست آمد.

## فهرست بازیکنان
بازیکنانی که در این سال برای تیم تاج به میدان رفتند عبارت بودند از: محمد بیاتی، مهدی کشاورز، غلام نیکپور، اونیک کاراپتیان، احمد رحیمی، ناصر ابراهیمی، علی محمد کاردان، امیر ابارشی، هوشنگ متکلمی، عباس کردنوری، کنستانت داویدخانیان، کامبیز جمالی، حسین فرزامی، علی جباری، احمد منشی‌زاده، بیوک جدیکار، مرتضی شرکا، امیرحسین جابری‌زاده، اصغر حیاتی، محمدرضا عادلخانی، پرویز ابوطالب

## بازی‌ها

### جام باشگاه‌های تهران
منبع
| ۱۶ دی ۱۳۴۴ ۱ | تاج تهران  | ۱ – ۰ | آرارات تهران | تهران                                 |
|              | جدیکار ۵۰' |       |              | ورزشگاه: امجدیه تهران داور: سعید صدری |

| ۱ بهمن ۱۳۴۴ ۲ | تاج تهران                   | ۲ – ۰ | راه‌آهن تهران | تهران                                 |
|               | جمالی ۲۳' · داویدخانیان ۲۶' |       |              | ورزشگاه: امجدیه تهران داور: سعید صدری |

| ۸ بهمن ۱۳۴۴ ۳ | تاج تهران                                 | ۳ – ۱ | شاهین تهران | تهران                                                    |
|               | جمالی ۲۰' · جباری ۶۱' · شرکا ۸۴' (پنالتی) |       | گنجاپور ۱۶' | ورزشگاه: امجدیه تهران تماشاگران: ۱۲۰۰۰ داور: اصغر تهرانی |

| ۱۵ بهمن ۱۳۴۴ ۴ | تاج تهران             | ۲ – ۱ | شعاع تهران    | تهران                                  |
|                | فرزامی ۶' · جباری ۳۳' |       | باباخانلو ۱۲' | ورزشگاه: امجدیه تهران داور: داود حیدری |

| ۲۱ بهمن ۱۳۴۴ ۵ | تاج تهران             | ۲ – ۱ | کیان تهران | تهران                             |
|                | حیاتی ۴۷' · جباری ۵۴' |       | قمری ۸۶'   | ورزشگاه: امجدیه تهران داور: نصیری |

| ۲۹ بهمن ۱۳۴۴ ۶ | تاج تهران | ۰ – ۱ | جعفری تهران | تهران                               |
|                |           |       | رهگذر ۶۹'   | ورزشگاه: امجدیه تهران داور: فیروزفر |

| ۲۶ فروردین ۱۳۴۵ ۷ | تاج تهران | ۰ – ۱ | دارایی تهران  | تهران                                   |
|                   |           |       | امینی‌خواه ۲۲' | ورزشگاه: امجدیه تهران داور: اصغر تهرانی |

| ۲ اردیبهشت ۱۳۴۵ ۸ | تاج تهران | ۰ – ۲ | عقاب تهران               | تهران                                 |
|                   |           |       | فریبرز اسماعیلی ۲۰'، ۸۴' | ورزشگاه: امجدیه تهران داور: سعید صدری |

| ۸ اردیبهشت ۱۳۴۵ ۹ | تاج تهران                  | ۱۱ – ۰ | دیهیم تهران | تهران                                    |
|                   | جباری · فرزامی · جابری‌زاده |        |             | ورزشگاه: امجدیه تهران داور: ارشد برازنده |

| ۱۶ اردیبهشت ۱۳۴۵ ۱۰ | تاج تهران | ۰ – ۰ | تهرانجوان | تهران                                 |
|                     |           |       |           | ورزشگاه: امجدیه تهران داور: سعید صدری |

| ۲۳ اردیبهشت ۱۳۴۵ ۱۱ | تاج تهران | ۰ – ۱ | پاس تهران  | تهران                                   |
|                     |           |       | بایگان ۸۷' | ورزشگاه: امجدیه تهران داور: اصغر تهرانی |

### بازی‌های دوستانه
منبع
| ۲۲ مهر ۱۳۴۵ ۱ | منتخب تاج و شاهین | ۱ – ۲ | فنرباغچه ترکبه | تهران                                 |
|               | جباری ۸۹'         |       |                | ورزشگاه: امجدیه تهران داور: سعید صدری |

| ۲۹ آبان ۱۳۴۵ ۳ | منتخب تاج و شاهین | ۱ – ۵ | ترناوا چکسلواکی | تهران                 |
|                |                   |       |                 | ورزشگاه: امجدیه تهران |

| ۱۰ آذر ۱۳۴۵ ۲ | تاج تهران | ۱ – ۴ | ترناوا چکسلواکی                                 | تهران                 |
|               | جمالی ۵۸' |       | برونوفسکی ۶' · شوتس ۳۹' · آدامک ۵۵' · پاربک ۷۶' | ورزشگاه: امجدیه تهران |

## جایگاه در جدول
| رتبه | باشگاه    | بازی | برد | مساوی | باخت | گل‌زده | گل‌خورده | امتیاز |
| ---- | --------- | ---- | --- | ----- | ---- | ----- | ------- | ------ |
| ۳    | عقاب      | ۱۱   | ۵   | ۵     | ۱    | ۱۸    | ۱۲      | ۱۵     |
| ۴    | شاهین     | ۱۱   | ۶   | ۲     | ۳    | ۲۳    | ۱۱      | ۱۴     |
| ۵    | تاج       | ۱۱   | ۶   | ۱     | ۴    | ۲۱    | ۸       | ۱۳     |
| ۶    | تهران‌جوان | ۱۱   | ۴   | ۵     | ۲    | ۱۲    | ۹       | ۱۳     |

منبع

### تعداد بازی
| #  | بازیکن             | تعداد بازی |
| #  | بازیکن             | لیگ تهران  |
| -- | ------------------ | ---------- |
| ۱  | امیر ابارشی        | ۱۱         |
| ۲  | اونیک کاراپتیان    | ۱۱         |
| ۳  | غلامحسین فرزامی    | ۱۱         |
| ۴  | محمد بیاتی         | ۱۱         |
| ۵  | مرتضی شرکا         | ۱۱         |
| ۶  | ناصر ابراهیمی      | ۱۱         |
| ۷  | احمد رحیمی         | ۱۰         |
| ۸  | علی جباری          | ۱۰         |
| ۹  | کامبیز جمالی       | ۹          |
| ۱۰ | احمد منشی‌زاده      | ۷          |
| ۱۱ | اصغر حیاتی         | ۷          |
| ۱۲ | امیرحسین جابری‌زاده | ۴          |
| ۱۳ | بیوک جدیکار        | ۴          |
| ۱۴ | پرویز ابوطالب      | ۴          |
| ۱۵ | عباس کردنوری       | ۳          |
| ۱۶ | کنسانت داویدخانیان | ۱          |
| ۱۷ | هوشنگ متکلمی       | ۱          |

## سایر ورزشها
- در مسابقات دوچرخه سواری قهرمانی باشگاه‌های تهران تیم تاج با ۳۰ امتیاز پس از تیم‌های عقاب، تهران‌جوان و دارایی به مقام چهارم رسید
- در مسابقات دو و میدانی قهرمانی باشگاه‌های تهران تیم تاج پس از تیم پاس در مکان دوم قرار گرفت.
- در مسابقات دو و میدانی بانوان قهرمانی کشور که با شرکت ۷ تیم برگزار گردید تیم تاج با کسب ۷۲ امتیاز به مقام نخست دست یافت و امتیاز تیمهای دیگر به این ترتیب شد: انجمن ۵۳ امتیاز - آرارات ۲۱ امتیاز - دیهیم ۱۵ امتیاز تهران‌جوان ۶ امتیاز - پرسپولیس ۳ امتیاز
- در مسابقات دو صحرانوردی قهرمانی باشگاه‌های تهران تیم تاج به مقام قهرمانی دست یافت.
- تیم دو و میدانی تاج قهرمان چهارمین دوره جام شهناز پهلوی گردید.
- تیم دو و میدانی دختران تاج به مقام قهرمانی باشگاه‌های تهران نایل آمد.
- تیم وزنه‌برداری باشگاه تاج پس از ۱۵ سال قهرمانی بلامنازع و متوالی در باشگاه‌های تهران در این سال پس از تیم پاس در مکان دوم قرار گرفت.
- در مسابقات بسکتبال قهرمانی باشگاه‌های تهران تیم بسکتبال تاج پس از تیم‌های پاس و عقاب در مکان سوم جای گرفت.
- در مسابقات والیبال قهرمانی باشگاه‌های تهران تیم تاج پس از تیم پاس به مقام دوم دست یافت و تیم ایران امروز در جای سوم قرار گرفت.
- در مسابقات کشتی آزاد قهرمانی باشگاه‌های تهران تیم تاج پس از جعفری و اقبال به مقام سوم رسید.
- در مسابقات بوکس قهرمانی باشگاه‌های تهران تیم تاج به مقام قهرمانی دست یافت.

منبع